# Công Thần Miếu Vĩnh Long

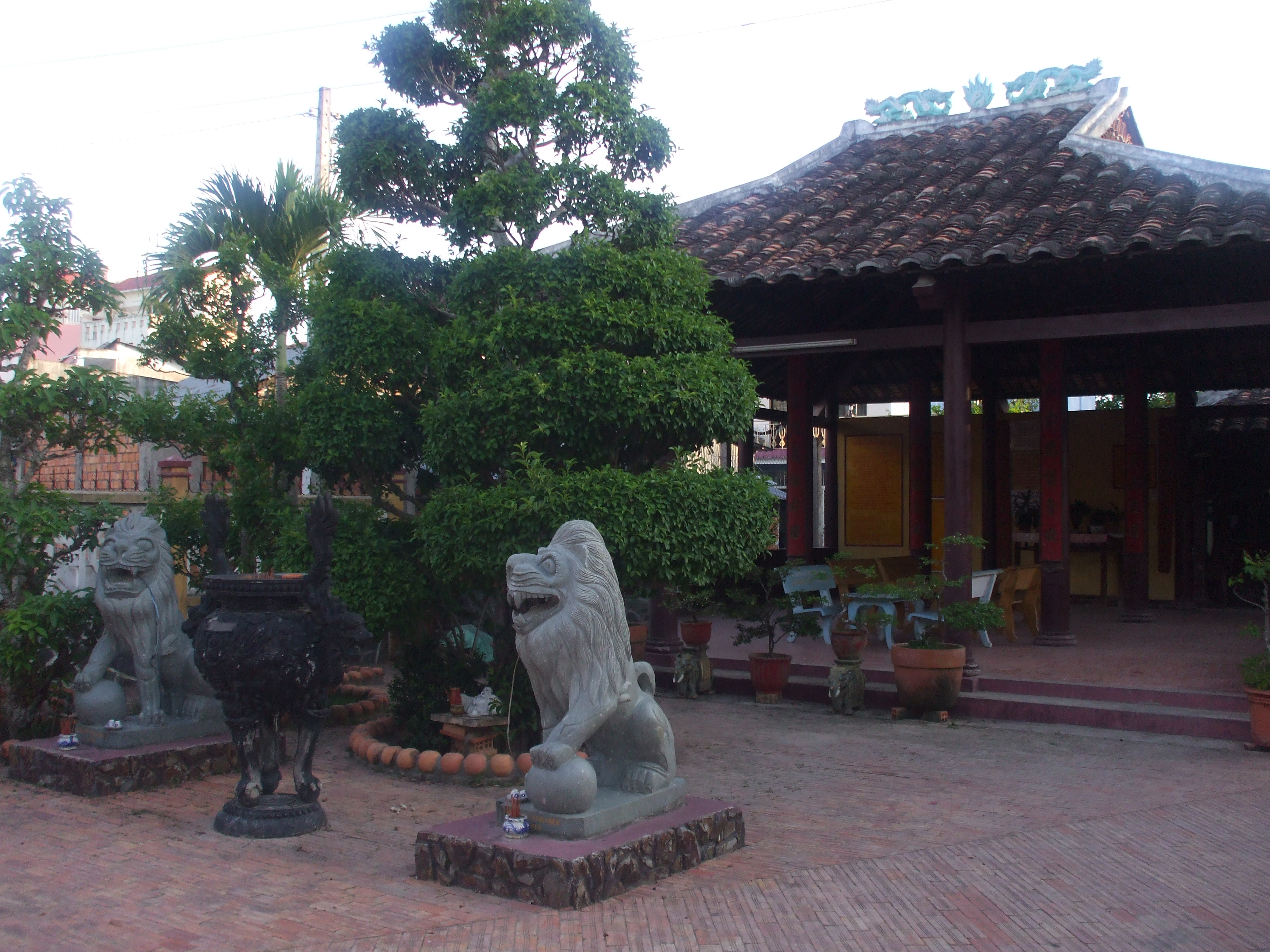
Một phần Công Thần Miếu Vĩnh Long

Công Thần Miếu Vĩnh Long tọa lạc trên đường 14 tháng 9, thuộc phường 5, thành phố Vĩnh Long, tỉnh Vĩnh Long, Việt Nam.
Ngôi miếu nằm bên tả ngạn sông Cổ Chiên (cách bờ sông khoảng 100m, mặt tiền nhìn ra rạch Cái Sơn Bé nhỏ hẹp và sắp cạn). Trước 1975, đất này thuộc ấp Thanh Mỹ, xã Long Đức, quận Châu Thành, tỉnh Vĩnh Long.
Công Thần Miếu là nơi thờ tự các vị Nhiên thần và Nhân thần, theo tín ngưỡng của người dân nơi đây. Ngày 31 tháng 8 năm 1998, ngôi miếu đã được xếp hạng là di tích văn hóa cấp quốc gia theo quyết định công nhận số 1811/ QĐ của Bộ Văn hoá-Thông tin (nay là Bộ Văn hoá, Thể thao và Du lịch).

## Lịch sử
Miếu Công Thần Vĩnh Long là hậu thân của miếu Hội đồng.

### Miếu Hội đồng
Theo Đại Nam nhất thống chí, miếu Hội đồng ở Vĩnh Long được xây dựng vào năm Minh Mạng thứ 17 (1836) bên bờ sông Cổ Chiên, tại thôn Thanh Mỹ Đông, huyện Vĩnh Bình (nay thuộc thành phố Vĩnh Long).
Miếu có lối kiến trúc kiểu đình làng Nam Bộ, kèo cột đều bằng gỗ lim, rui mè đều bằng thứ gỗ tốt, được chạm trổ khéo léo. Bên trong thờ 85 đạo sắc, tượng trưng cho 85 vị công thần các thời: Nhà Lê, chúa Nguyễn và nhà Nguyễn.
Câu đối bằng chữ Hán ở miếu đã nói lên ý nghĩa đó như sau: 
扶黎阮八十五元勛， 壯氣象州天以北
平詹腊百千餘戰陣，名票鱗閣海而南
Phiên âm Hán-Việt:
Phù Lê-Nguyễn bát thập ngũ nguyên huân, tráng khí tượng châu thiên dĩ Bắc;
Bình Chiêm-Lạp bách thiên dư chiến trận, danh phiêu lân các hải nhi Nam.
Tạm dịch:
Phò Lê-Nguyễn tám mươi lăm vị công thần, tráng khí oai hùng vang trời Bắc;
Bình Chiêm-Lạp hơn trăm ngàn chiến trận, danh thơm lừng lẫy khắp biển Nam.
Hàng năm các quan đầu tỉnh thay mặt triều đình đến tế, theo điển lễ. Ngoài ra, nơi ngôi miếu tọa lạc còn là nơi chiến lược nên bên cạnh miếu, các quan chức nhà Nguyễn còn cho đào hào dựng lũy, lập đồn canh và bố trí nhiều khẩu đại bác. Cho nên có thể nói, ngôi miếu này vừa là nơi thờ phụng, vừa là đồn lính và cũng là chỗ khao quân (vì vậy ngôi miếu còn được gọi là Đình Khao).
Vào thời Minh Mạng cấm đạo gắt gao (không rõ năm), cũng chính nơi đây, Linh mục Phan Văn Minh đã bị quan quân bắt về hành quyết.

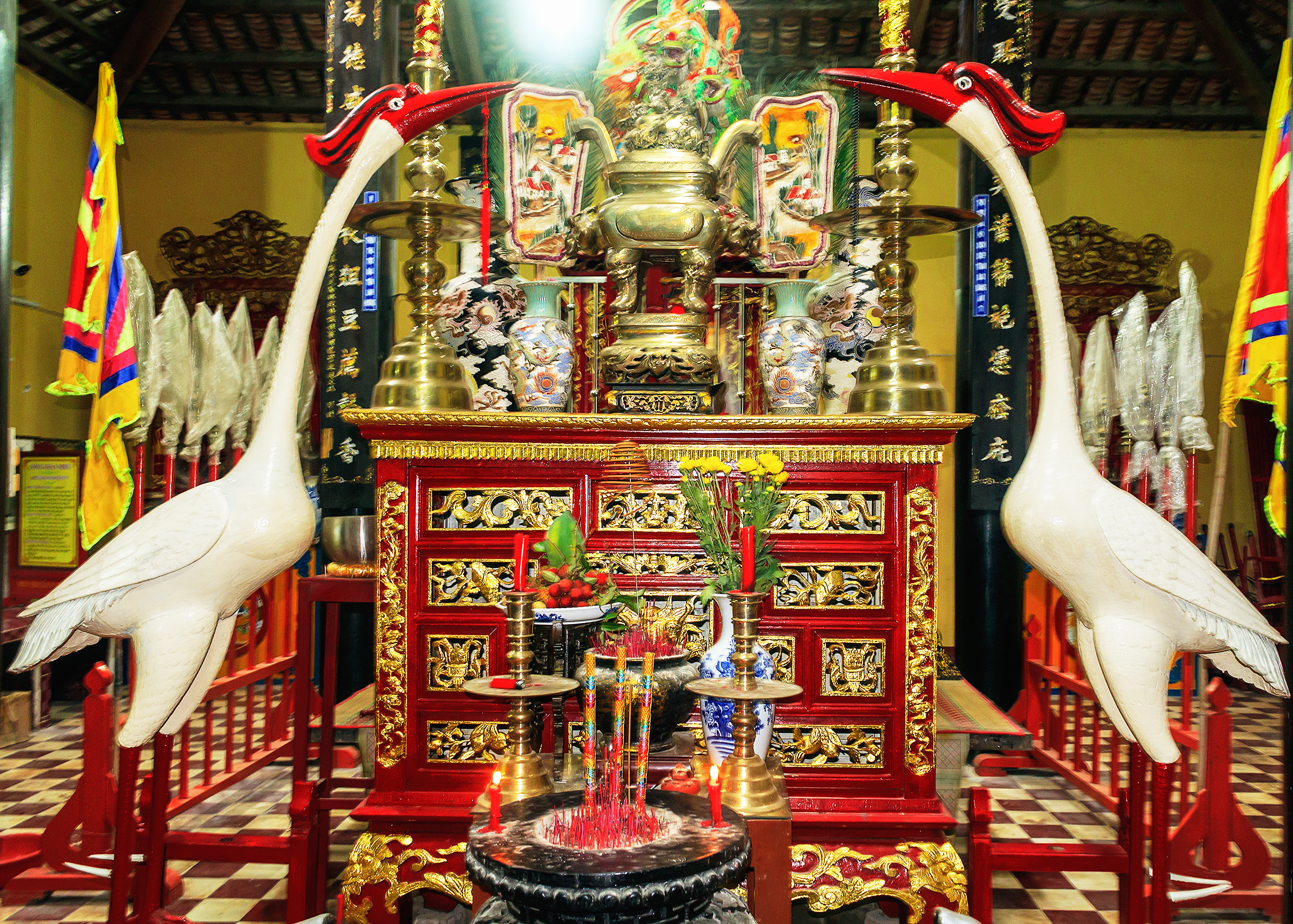
Gian thờ chính trong Công thần miếu

Năm 1859, thực dân Pháp tấn công Đà Nẵng. Đến năm Đinh Mão (1867), thì họ đã chiếm xong toàn Nam Kỳ, trong đó có Vĩnh Long. Nhằm loại bỏ dấu tích của chính phủ Nam triều, nhà cầm quyền Pháp lấy cớ cần gỗ để xây cất Tòa bố (nơi làm việc của quan Tham biện), nên đã sai dân phu đến tháo dỡ miếu Hội đồng, kết thúc sau 30 năm tồn tại.
Những khẩu đại bác thì bị phá hủy, còn đồ thờ tự cùng 85 đạo sắc thì được người dân đem về gửi tại đình làng Thiềng Đức.

#### Kiến trúc

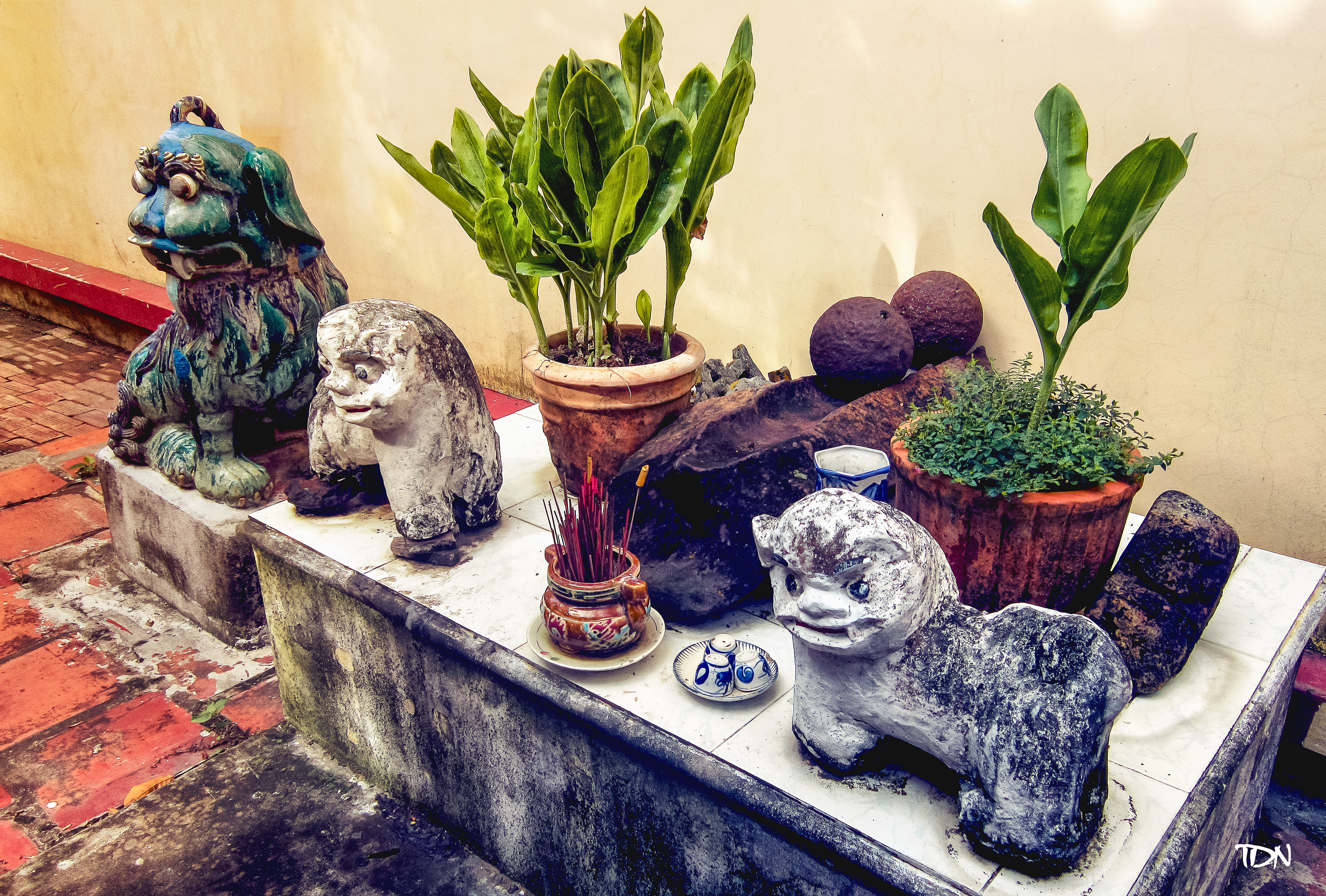
Một mảnh vỡ của khẩu đại bác cùng hai viên đạn thời Nguyễn đang được thờ tại miếu

## Thông tin thêm

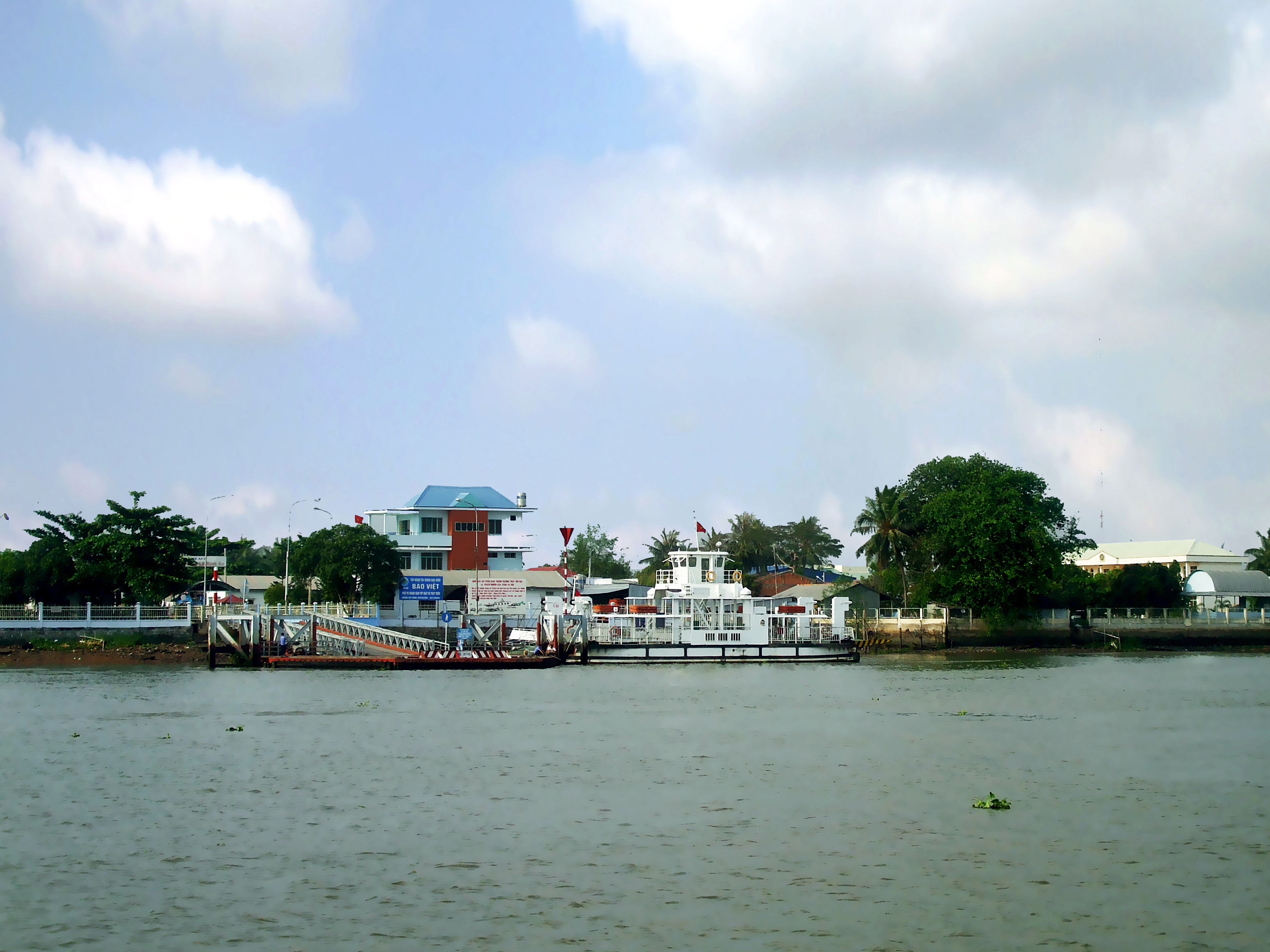
Bến phà Đình Khao bên sông Cổ Chiên

### Miếu Công Thần